# Ouolodo
Ouolodo is een gemeente (commune) in de regio Koulikoro in Mali. De gemeente telt 9967 inwoners (2009).